# Jockey Club de Pelotas

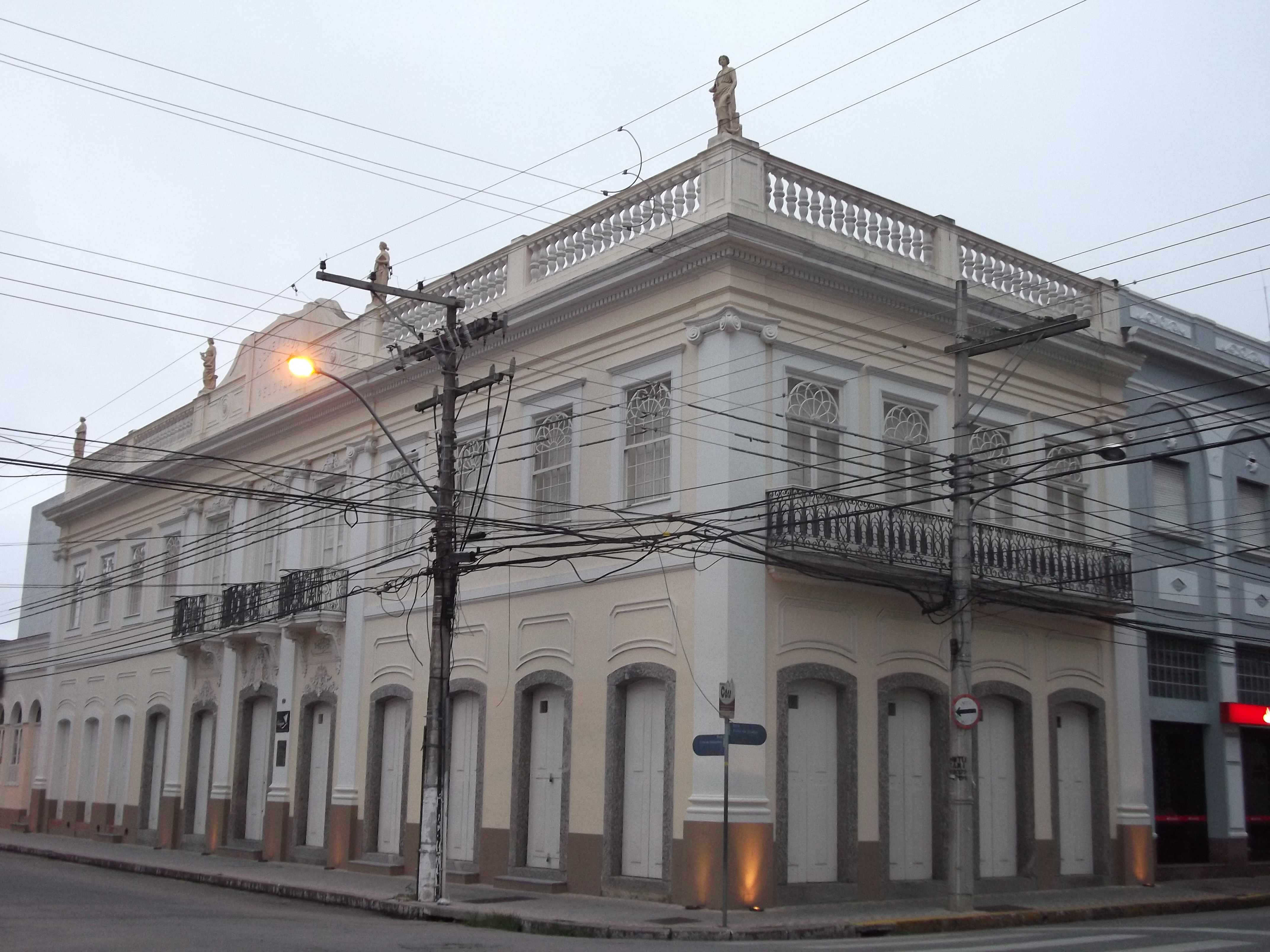
Antiga sede do Jockey Club de Pelotas

Jockey Club de Pelotas é a entidade responsável pela organização de corridas de thoroughbred na cidade de Pelotas, cuja praça de eventos turfísticos é o Hipódromo da Tablada, onde é realizado o tradicional Grande Prêmio Princesa do Sul.

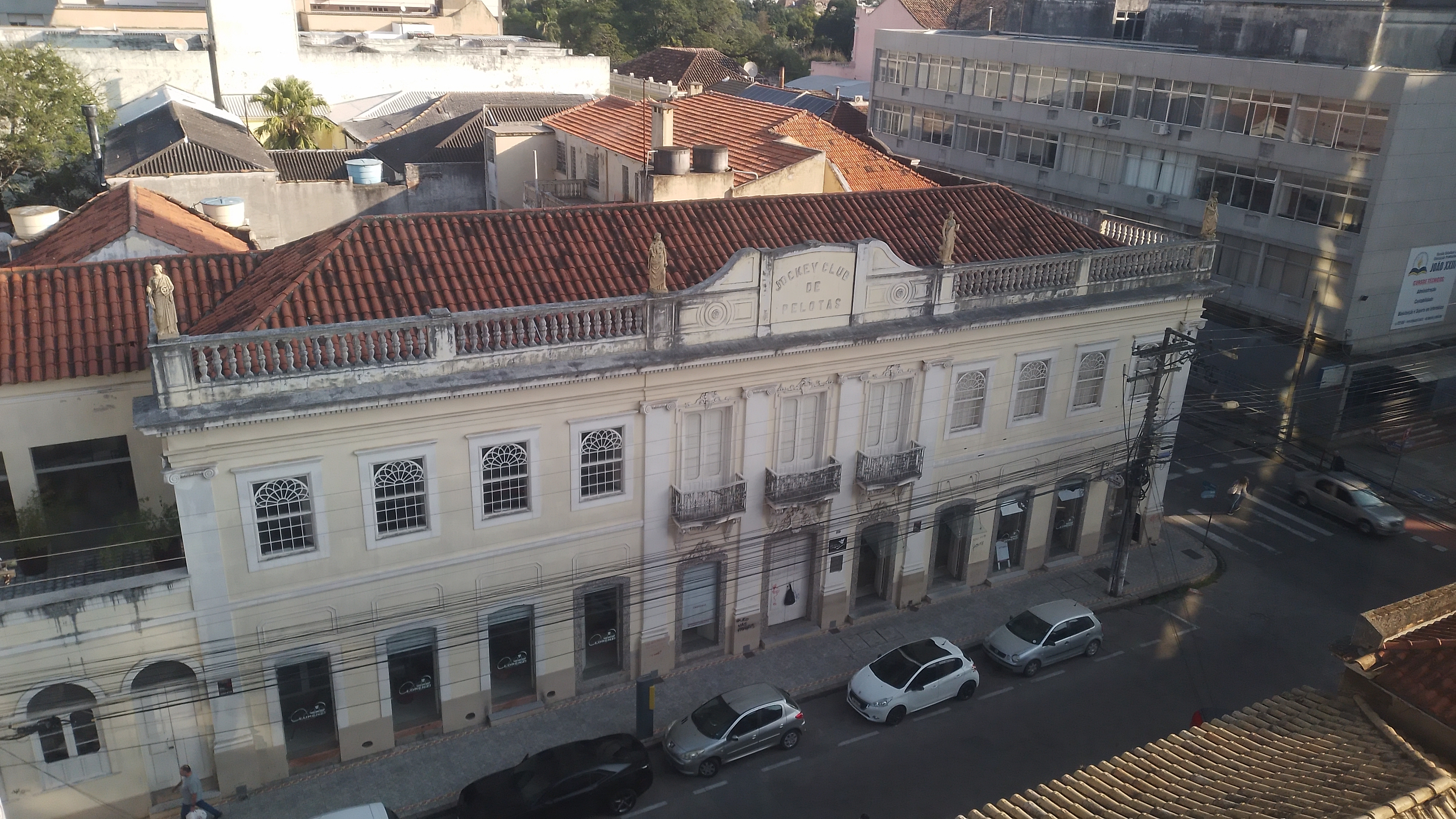
Jockey Club em junho de 2023

Fundado em 22 de junho de 1930 por um grupo liderado pelo Cel. Zeferino Costa Filho que criou a Associação Jockey Clube de Pelotas.   A entidade, de caráter civil, com o objetivo de promover o melhoramento do cavalo puro-sangue inglês. logo incorporou-se à história da cidade. Na data da fundação ocorreu uma assembleia nos salões do Clube Comercial com a presidência de Joaquim Francisco Assis Brasil que palestrou sobre a criação de cavalos. Nesta mesma assembleia foi eleita uma comissão provisória para estudar o projeto dos Estatutos e Código de Corridas. Uma semana depois aconteceu uma nova assembleia, que definiu   Flávio de Souza como o primeiro presidente..
Entretanto, em 2010, durante um período de litígio judicial para retomada do hipódromo feita por um grupo de turfistas ocorreu a intervenção federal, por descumprimento de normas, suspendendo o direito de o Jockey Club de Pelotas explorar corridas de cavalos. Após 11 meses de impossibilidade de realizar corridas com venda de apostas, por determinação da Secretaria de Desenvolvimento Agropecuário e Cooperativismo do Ministério da Agricultura, Pecuária e Abastecimento , e apos empenho  da comunidade turfística pelotense liderada por Carlos Moreira Mazza,  houve a reversão da decisão, voltando às atividades no dia 21 de novembro de 2010.